# Комаровка (Кременецкий район)
Комаровка (укр. Комарівка) — село в Почаевской городской общине Кременецкого района Тернопольской области Украины.
Код КОАТУУ — 6123481003. Население по переписи 2001 года составляло 910 человек.

## Географическое положение
Село Комаровка находится у истоков ручья Иква, который через 7,5 км впадает в реку Иква,
ниже по течению на расстоянии в 1 км расположено село Комната.

## История
- 1350 год — дата основания.

## Объекты социальной сферы
- Школа I—II ст.
- Клуб.
- Фельдшерско-акушерский пункт.